# 1900年巴黎博覽會大望遠鏡
1900年巴黎博覽會大望遠鏡其主鏡口徑為1.25米（49英寸），是迄今為止曾經建造過的最大折射鏡。它是為了做為1900年巴黎世界博覽會的中心而建造的。 法國眾議院的議員弗朗索瓦·德隆克萊(1856–1922)，在1892年發起建造這架望遠鏡。由於它是為了在一個大都市內展覽而建造的，因而使它的設計使它很難瞄準天上的天體，導致不適合科學用途。當為期一年的博覽會結束時，建築商們無法出售它。最後，它被支解成廢鐵，只剩鏡片仍存放在巴黎天文台裡。

## 設計

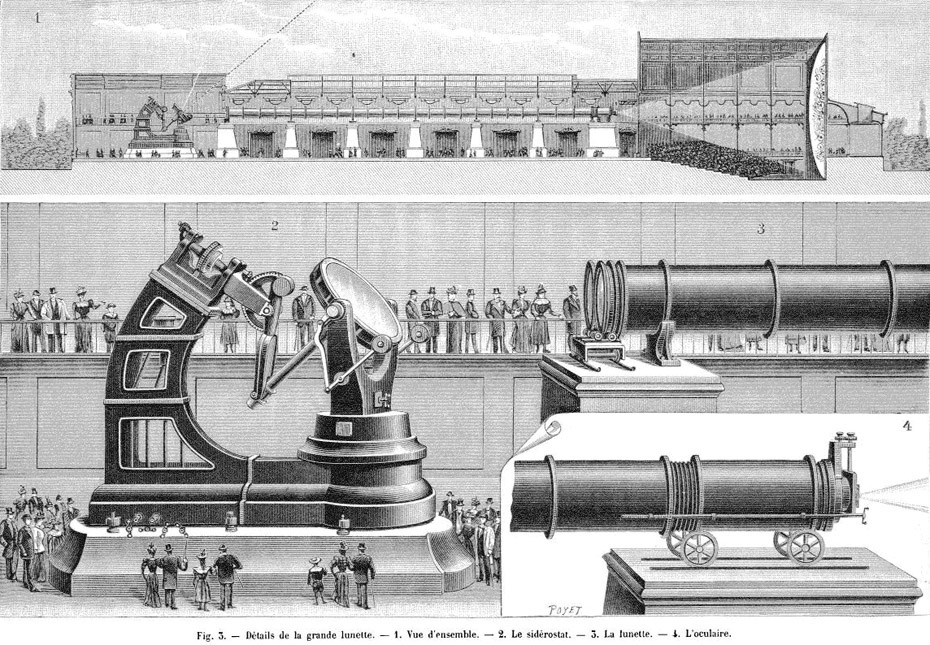
望遠鏡：整體側視圖(頂端)；定天鏡(左側)和主鏡筒(右側)；目鏡端(插圖)。

這架望遠鏡有兩個直徑1.25米（49英寸）的可互換物鏡，分別用於墓室和攝影，其焦距為57米（187英尺）。由於它的體積非常大，望遠鏡被固定在一個水平的位置上。來自天體的光，通過安裝在物鏡前端可移動的大鐵鑄框內，直徑2米（6.6英尺）的定天鏡(平面鏡)反射光線進入光學管組件中。水平的鏡筒長60米（200英尺），望遠鏡的目鏡/攝影乾版可以在軌道上移動5英尺以便對焦。最低的放大倍率為500X，視野3弧分。

## 望遠鏡的建造

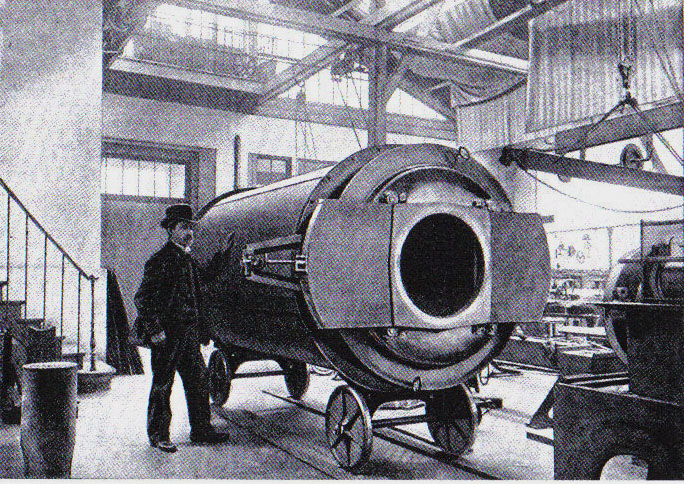
目鏡支架。

鏡子由保羅·高蒂埃(Paul Gautier，1842-1909)領導的高蒂埃公司使用機械研磨，耗時9個月完成。定天鏡的鏡片由法國北部朱蒙特玻璃廠的首長喬治·德斯普雷特鑄造，物鏡的鏡胚由愛德華·曼托瓦（1848-1900）鑄造，再由高蒂埃打磨。在巴黎博覽會開幕時，只有用於攝影的物鏡準備妥善，未完成的目視物鏡在附近展出。

## 望遠鏡的安裝

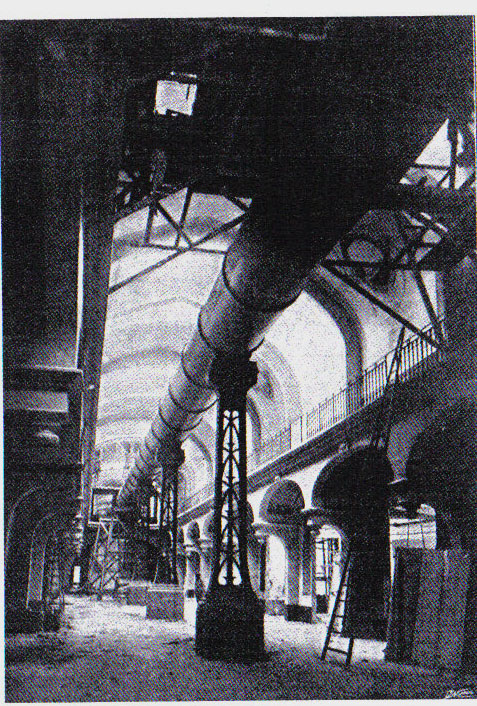
儀器就位。

這架望遠鏡安裝在靠近埃菲爾鐵塔的奧德克宮戰神廣場。鏡筒的鋼管呈南北走向，由24個直徑1.5米（59英寸）圓柱體組成，支撐在7根混凝土包覆的鋼架上，軸心線位於地板上方7米（23英尺）。在房間的末端有一個可以移動的圓屋頂，開啟後可以直接觀看天空。

## 科學觀察
儘管這架巨型望遠鏡不是為了科學用途而設計，但它還是進行了一些科學觀測。提高迪耶·莫魯（1867-1954）通過望遠鏡觀察到太陽黑子並描繪了它們的圖。歐仁·米歇爾·安東尼亞第（Eugène Michel Antoniadi ，1870-1944）繪製了幾幅星雲的圖畫。此外，查爾斯·勒莫爾萬（Charles Le Morvan ，1865-1933）拍攝的幾張月球表面的大型照片也發表在1900年11月的《斯特蘭雜誌》（Strand Magazine）上。

## 善後

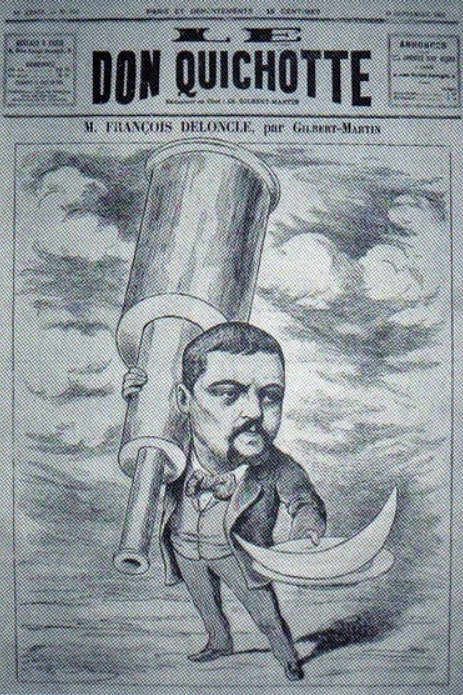
一幅在1892年嘲諷提出這個項目的弗朗索瓦·德隆克萊的漫畫。

1886年籌組建造望遠鏡的公司在巴黎世界博覽會後宣布破產，望遠鏡於1909年拍賣。但是沒有找到買主，最終零件的部分完全報廢。直徑2-（6.6英尺）的定天鏡(鏡片部分)在巴黎天文台展出，其中兩個鏡片最近在其地下室的包裝箱中被發現。
光學性能差不是這架望遠鏡不能正常工作的原因。望遠鏡位在一個光汙染嚴重的市集上，是一個空氣汙染嚴重的大城市，又在海平面附近。鏡筒不通風，裡面的空氣可能很潮濕。在望遠鏡存在的整個時期中，它都是許多嘲諷性笑話和惹人厭的漫畫對象。在某種程度上，這是因為科學界相信這架望遠鏡一無是處，而這是科學界最關心與在意的。做為展示工業和科技最近進展的展覽中心，它仍然發揮了作用。